# Armband

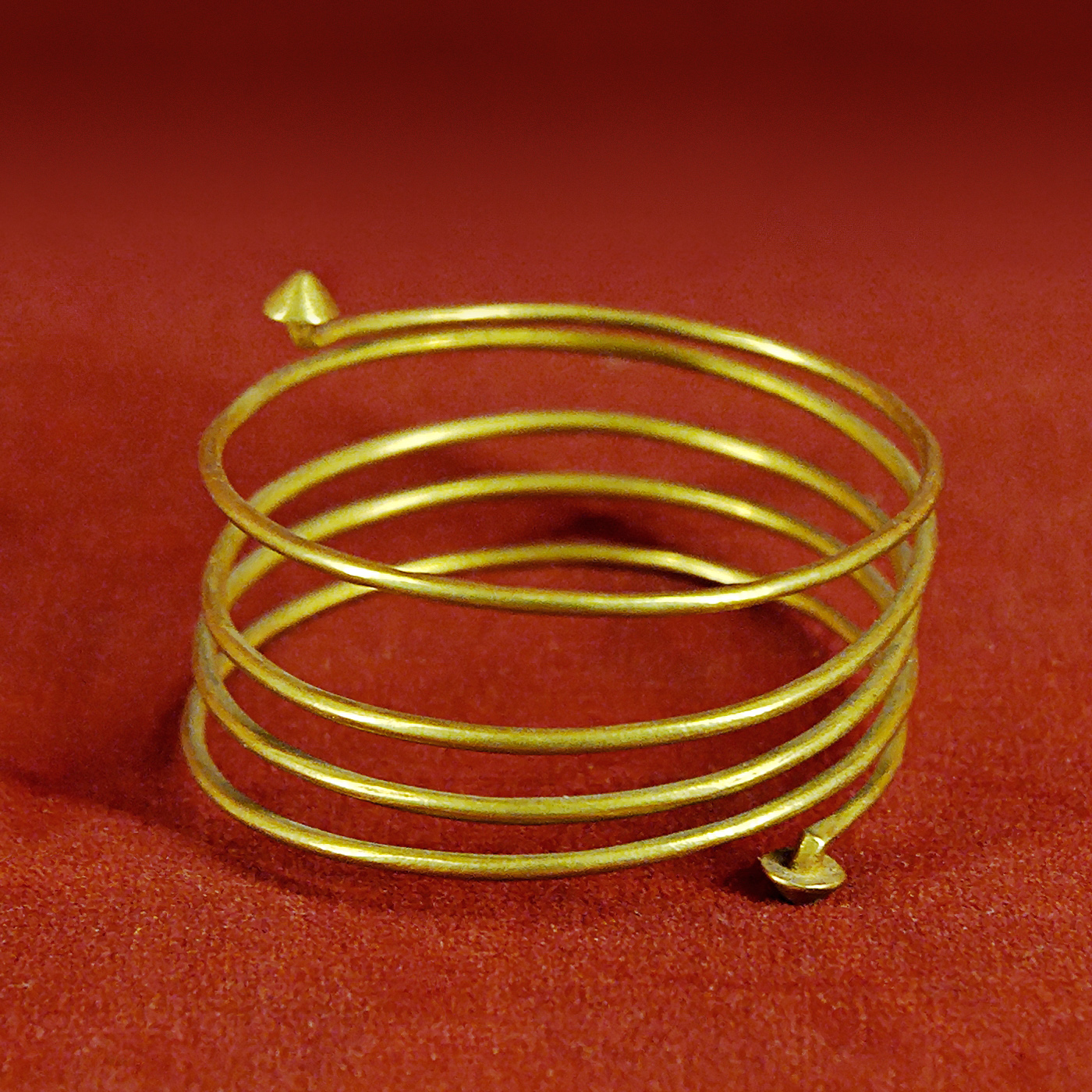
Spiralformat armband

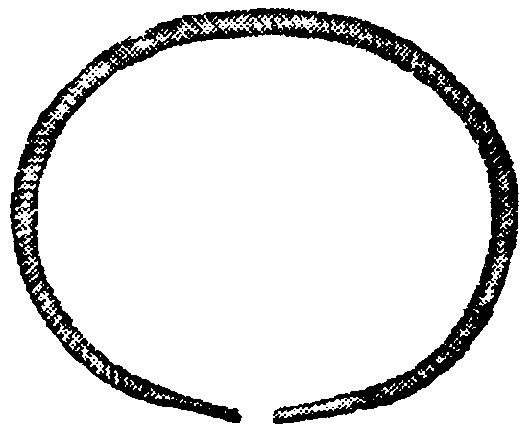
Armring av guld, spiralräfflad, från Skåne.

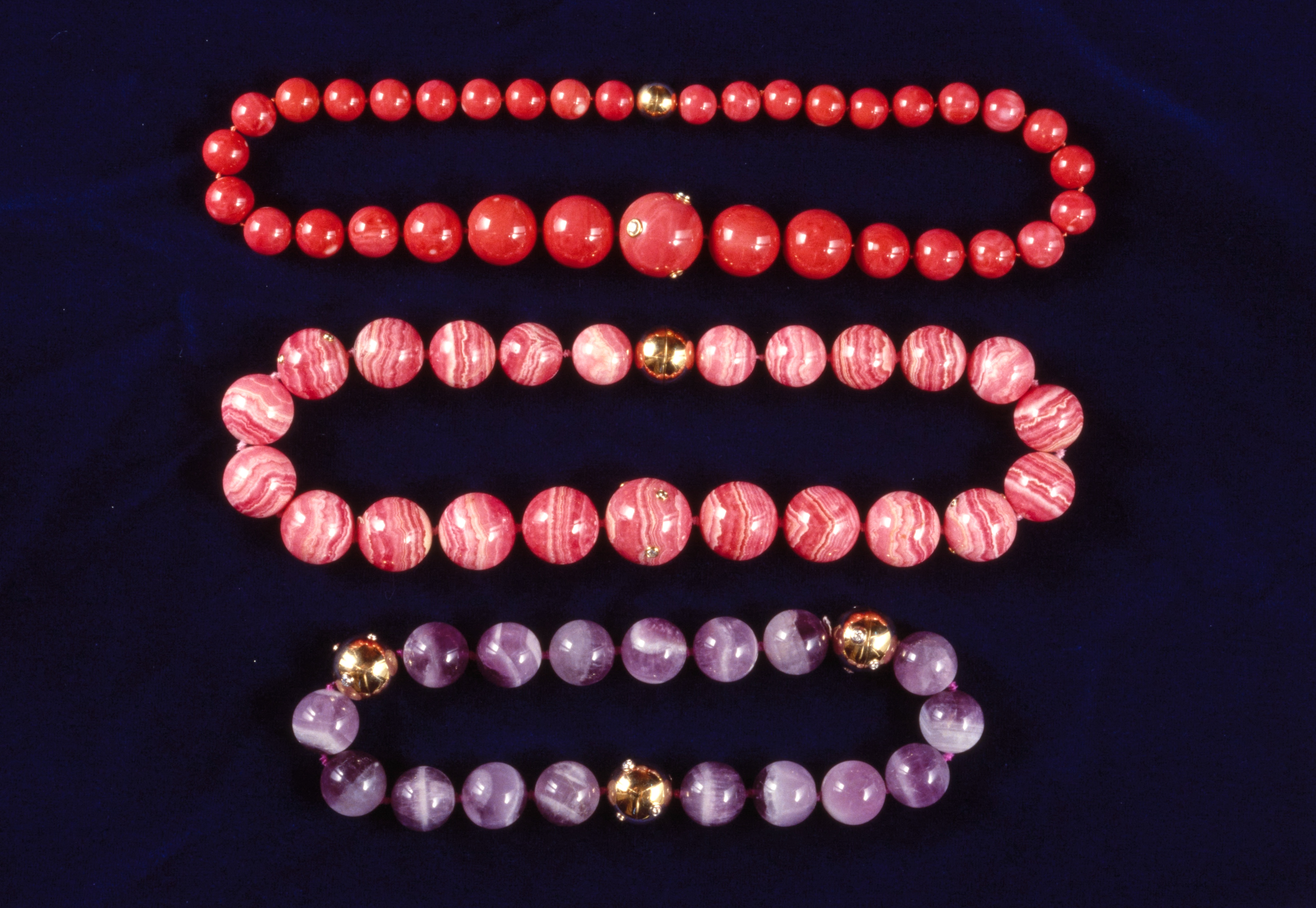
Armband av Paloma Picasso.

Armband eller armring är ett smycke som man fäster eller hänger på handleden. En armring är stel och gjord i ett stycke till skillnad från armbandet som i regel består av flera länkar eller ett band av något material. De finns i alla olika storlekar och i massor av olika färger. Det utgörs av en hel eller öppen ring tillverkad av metall eller något annat material. Ofta förekommer utsmyckningar i form av pärlor, koraller, ädelstenar, elfenben, siden med mera. Hos naturfolk förekommer armband bestående av snören med brokiga fjädrar, små musslor, djurtänder med mera.
Armband kan även användas i praktiskt syfte, klockarmband används till armbandsur, sjukhusarmband för att hålla koll på patienters identitet och evenemangsarmband som inträdesbiljett på festivaler och åkattraktioner i nöjesparker.

## Historia
Armband förekom redan under den senare stenåldern. I det forna Egypten bars armband företrädesvis av kungarna och kvinnorna, hos israeliterna tämligen allmänt av kvinnor och förnäma män. Abrahams trotjänare förärar som böneman två guldarmband åt Rebecka; Judit pryder sig med dylika till besöket hos Holofernes. Armband tjänade de israelitiska kvinnorna som amuletter mot "onda ögon", liksom hos österländskorna ännu i dag. Assyriernas förnäma män bär ringar på både över- och underarmarna, meder och perser var kända för sina dyrbara smycken av flera slag. Armringarna tjänade hos dem till att angiva sin bärares rang, och så är ännu förhållandet i österlandet. Bland antikens greker, där armbanden fick omväxlande konstnärliga former, begagnades de blott av kvinnor och unga sprättar, överarmens prydnader erhöll gärna spiralformformen. Etruskerna och romarna i äldsta tider gjorde armbanden cylindriska eller ormformiga, och den senare formen blev vanlig i norra Europa under järnåldern. Dittills hade materialet mest varit guld eller brons, eftersom silvret ännu var okänt. Men efter bronsåldern uppträdde smakfulla former i silver, ofta av vriden och flätad silvertråd.
Hos romarna belönade fältherren tappra soldater och centurioner med armband (armilla, galbeum). Kejsartidens romare hade ringar nere kring smalbenet, vid fotknölen, såsom även fallet var hos germanerna och ännu förhållandet är hos vilda stammar. Gallerna prydde sig gärna med breda guldarmband, varemot andra kelter och efter dem germanerna mindre lade an på dyrbarheter. Männen bar armbanden både som prydnad och som skydd i striden. Dessa betäckte då underarmen, ofta i skepnad av två spiralformigt förenade rundskivor eller som breda spiralcylindrar av brons med ända till 20-30 vindlingar (se bilden. Sådana ringar har ofta uppgrävts ur Skandinaviens jord vid arkeologiska utgrävningar).
Ändarna var ofta prydda med ormhuvuden eller upprullade i flata band. Germanerna skattade armringar synnerligen högt, förärade dem ofta som vänskänker och använde dem även till betalningsmedel. På Historiska museet i Stockholm visas ett stort antal fornsvenska amringar av brons, guld och silver, uppgrävda ur Sveriges jord.
Under medeltiden utträngdes armbanden av de långa ärmarna, men med spanska dräkten kom de åter i bruk på 1500-talet. Pärlarmband blev på modet för hovets damer under Anna av Österrike och än mer under Ludvig XIV, då blottade armar var föreskrivna. En tid i slutet av 1700-talet bar damerna armband (ofta flätade av hår) såväl på över- som på underarmen. Lyxen med armband blev allmänt spridd under 1800-talet; mot seklets slut blev bruket av armband modernt till och med bland män.
De ryktbaraste armband under början av 1900-talet var de två, som ingick i de persiske sjahernas regalier och ursprungligen tillhört de mongoliske kejsarna i Indien; där är infattade några juveler av omätligt värde.
Hos vissa afrikanska stammar är armbanden försedda med utstående spetsar och är således ett vapen.[källa behövs]

## Bildgalleri

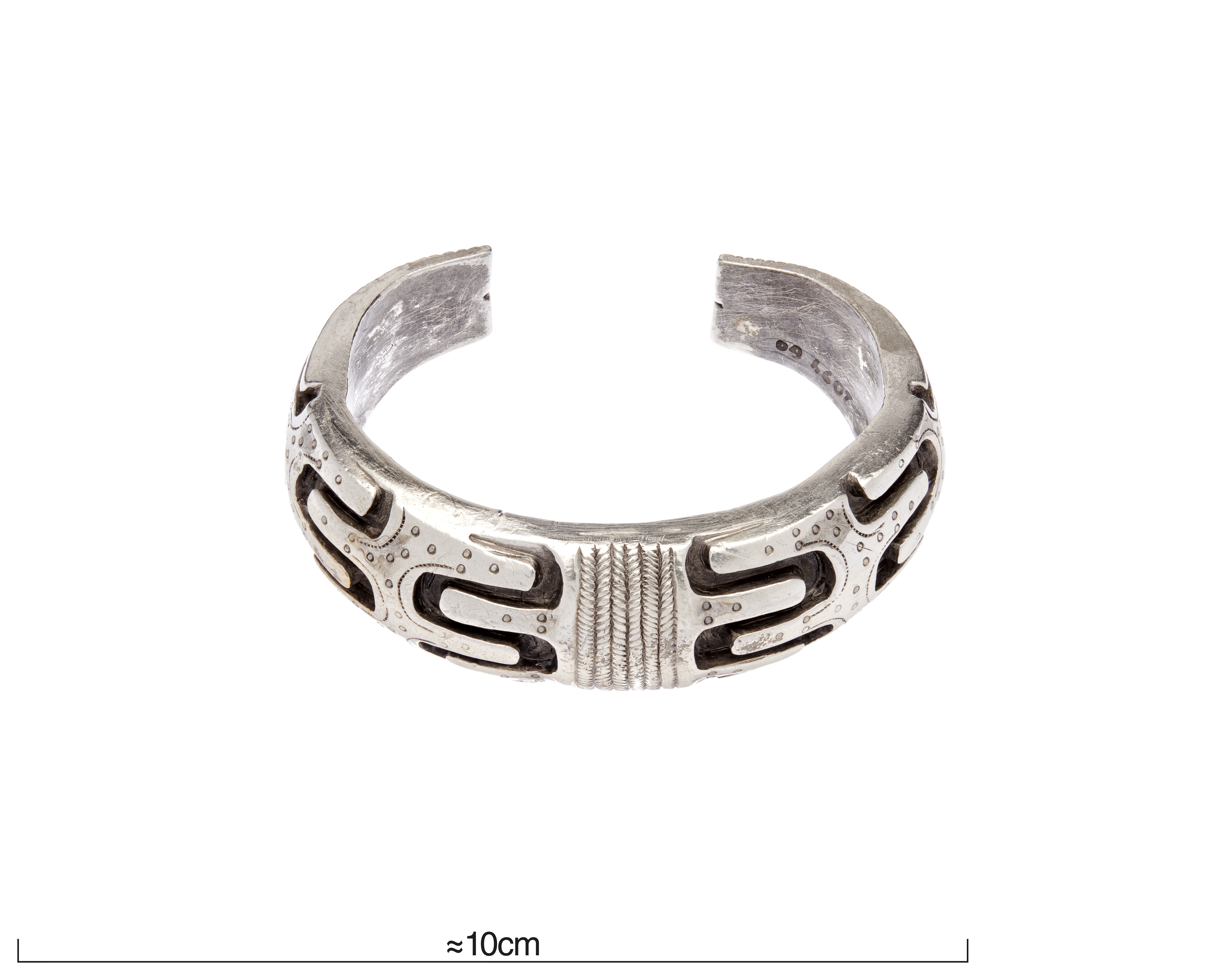
Vikingatida armbygel i silver funnen på Gotland, Historiska museet.
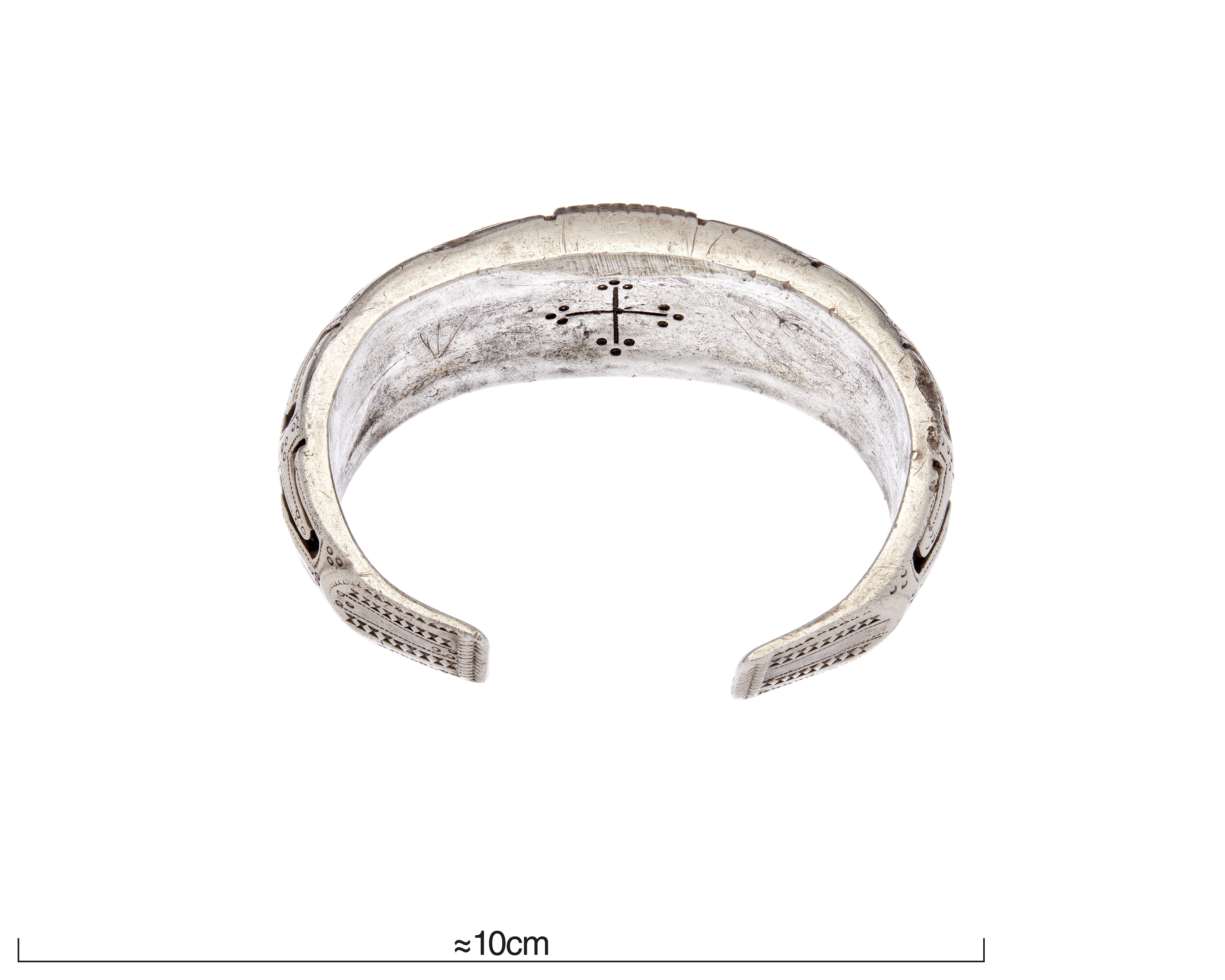
Vikingatida armbygel i silver funnen på Gotland, Historiska museet.
Armring av silver från järnåldern, funnen i Dalarna.
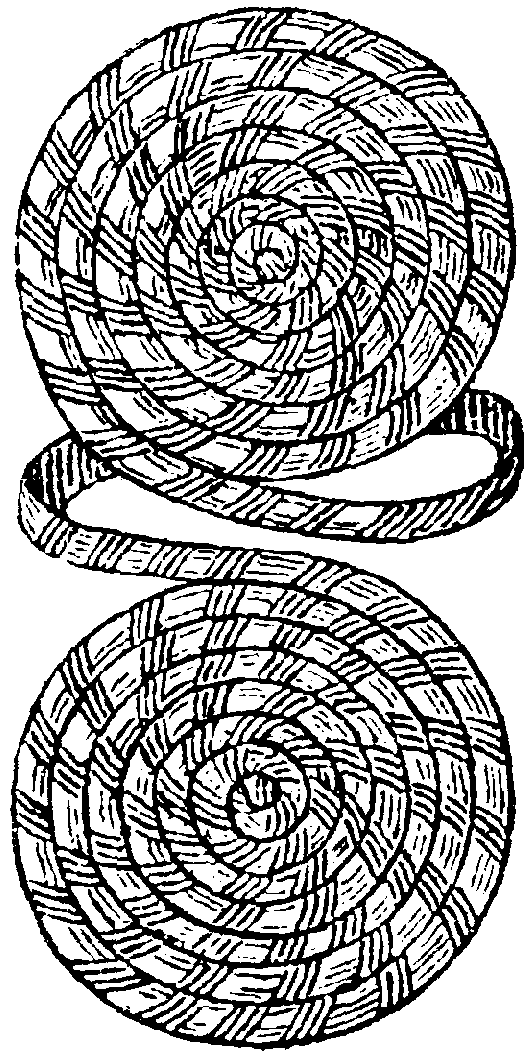
Germansk armring av brons från Norra Tyskland.
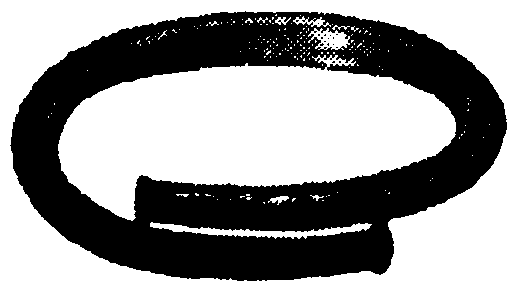
Armring av brons från Skåne.
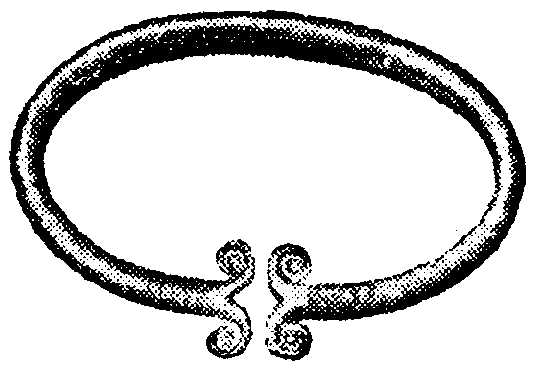
Armring av guldbleck från Bohuslän.
Guldarmband, cirka 1590.
Armband av hår i form av en orm, 1830-tal.
Armband av träkulor, 1842.
Armband av medaljonger med porträttfotografier av familjen Kempe och Hallwyl, 1800-tal.
Armband av guld med mosaik, 1870-tal.